# Adam Olearius
Adam Olearius , né Adam Ölschläger ou Oehlschlaeger (aux environs du 16 août 1603 - mort le 22 février 1671), était un universitaire, mathématicien, géographe et bibliothécaire. En 1634 il entreprend un voyage par mer jusque Riga et Narva puis poursuit vers Moscou qu'il atteint le 14 août 1634 et où il demeura 4 mois. Il fit parti, en tant que secrétaire, de l'ambassade qu'envoya Frédéric III de Holstein-Gottorp envoya au Chah de Perse, Safi Ier aux cotés de Philipp Crusius et Otto Brüggemann. A son retour en 1639, il publia deux livres relatant les évènements et observations faites durant ses voyages